# Levy's

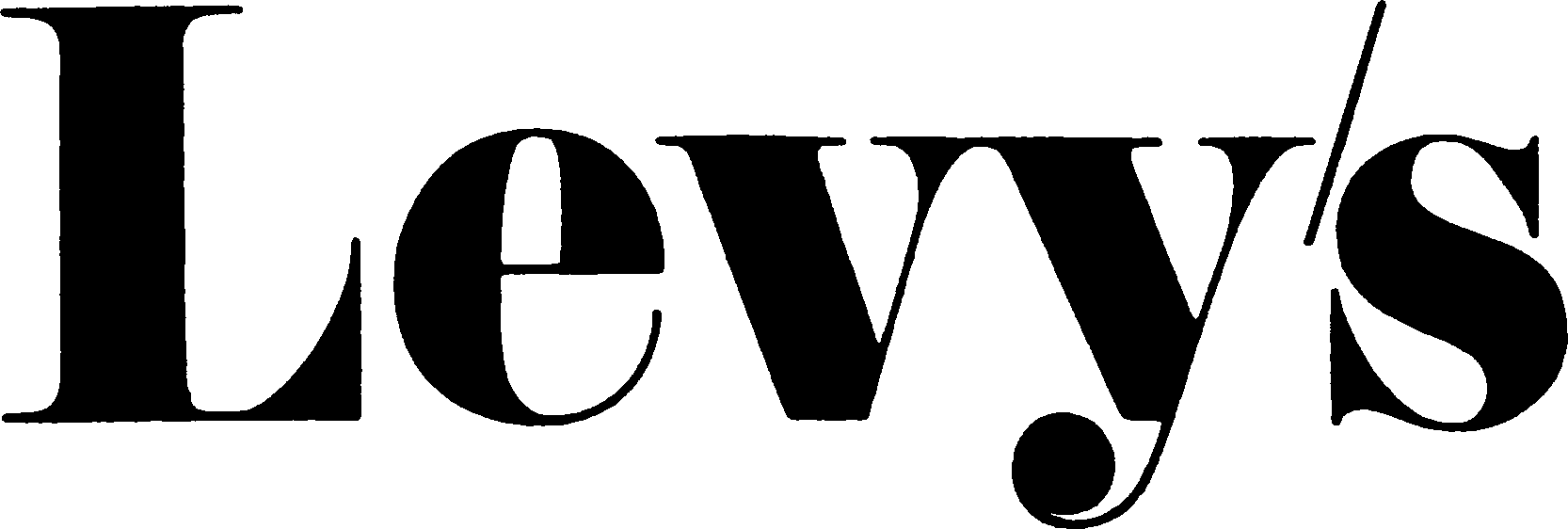
Het logo van Levy

Levy's, ook bekend als Levy Brothers, was een warenhuis gevestigd in Tucson, Arizona, Verenigde Staten. Het werd in 1950 opgericht door de broers Jacob en Ben Levy, die het voormalige warenhuis Myers & Bloom in het centrum van Tucson overnamen.
De gebroeders Levy openden warenhuizen in mijnstadjes in het zuiden van Arizona, zoals Douglas, Clifton en later Tucson. Ze waren de belangrijkste goederenwinkels in de actieve steden in het begin van de 20e eeuw en boden een volledige kledinglijn aan. De keten was vergelijkbaar met een keten in Noord-Arizona, gesticht door de Goldwaters.
Een tweede Levy's werd later geopend in 1960 in de El Con Mall, het oudste winkelcentrum van Tucson. In 1983 werd deze winkel gevolgd door een winkel in de Foothills Mall.
De winkel in het El Con Mall verhuisde in 1969 naar een ander gebouw in het winkelcentrum (het oude gebouw werd Steinfeld's), dat meerdere keren van naam veranderde. De winkel was eigendom van Federated Department Stores, dat het in 1985 integreerde in zijn andere dochteronderneming (Sanger-Harris). Sanger-Harris werd in 1987 Foley's en in 1988 verkocht aan May Company. Foley's werd Robinsons-May op 2 februari 1997. Tot 2006, toen de naam werd omgezet naar Macy's, zou het restaurant deze naam behouden. Deze locatie werd in 2008 gesloten en is gesloopt voor een Walmart Supercenter. De winkel in Foothills Mall werd op dezelfde manier Sanger-Harris en vervolgens Foley's. Deze werd echter in 1994 gesloten als Foley's en werd daarna verdeeld tussen Ross Dress for Less, Nike Factory Store en een leegstaande ruimte die voor het laatst werd bezet door Linens 'N' Things.